# 河南青年报
《河南青年报》是共青团河南省委机关报，创刊于1949年6月。

## 概述
《河南青年报》由共青团河南省委主管主办。1949年6月14日创刊。前三期《河南青年报》是作为《河南日报》的专版出现。从第四期，单独出版4开4版的《河南青年报》。1950年5月6日，因采编人员缺乏、纸张供应紧张，45期后《河南青年报》暂时停刊。1955年5月4日，恢复《河南青年报》，4开4版，周报。1960年9月30日，《河南青年报》因经济困难停刊。
1985年7月5日复刊，复刊出版的报名为《青年导报》，1996年1月2日，改名为《河南青年报》。2002年10月1日，复名为《青年导报》。2013年4月2日，又恢复《河南青年报》。2017年12月21日，共青团河南省委证实：《河南青年报》暂时停刊。